# Fressancourt
Fressancourt település Franciaországban, Aisne megyében. Lakosainak száma 171 fő (2022. január 1.). Fressancourt Bertaucourt-Epourdon, Fourdrain, Rogécourt, Saint-Gobain és Versigny községekkel határos.

## Népesség
A település népességének változása:
| Lakosok száma | 167  | 138  | 163  | 216  | 204  | 199  | 192  | 183  | 179  | 171  |
|               | 1968 | 1982 | 1990 | 2006 | 2013 | 2015 | 2017 | 2019 | 2020 | 2022 |